# Dallas

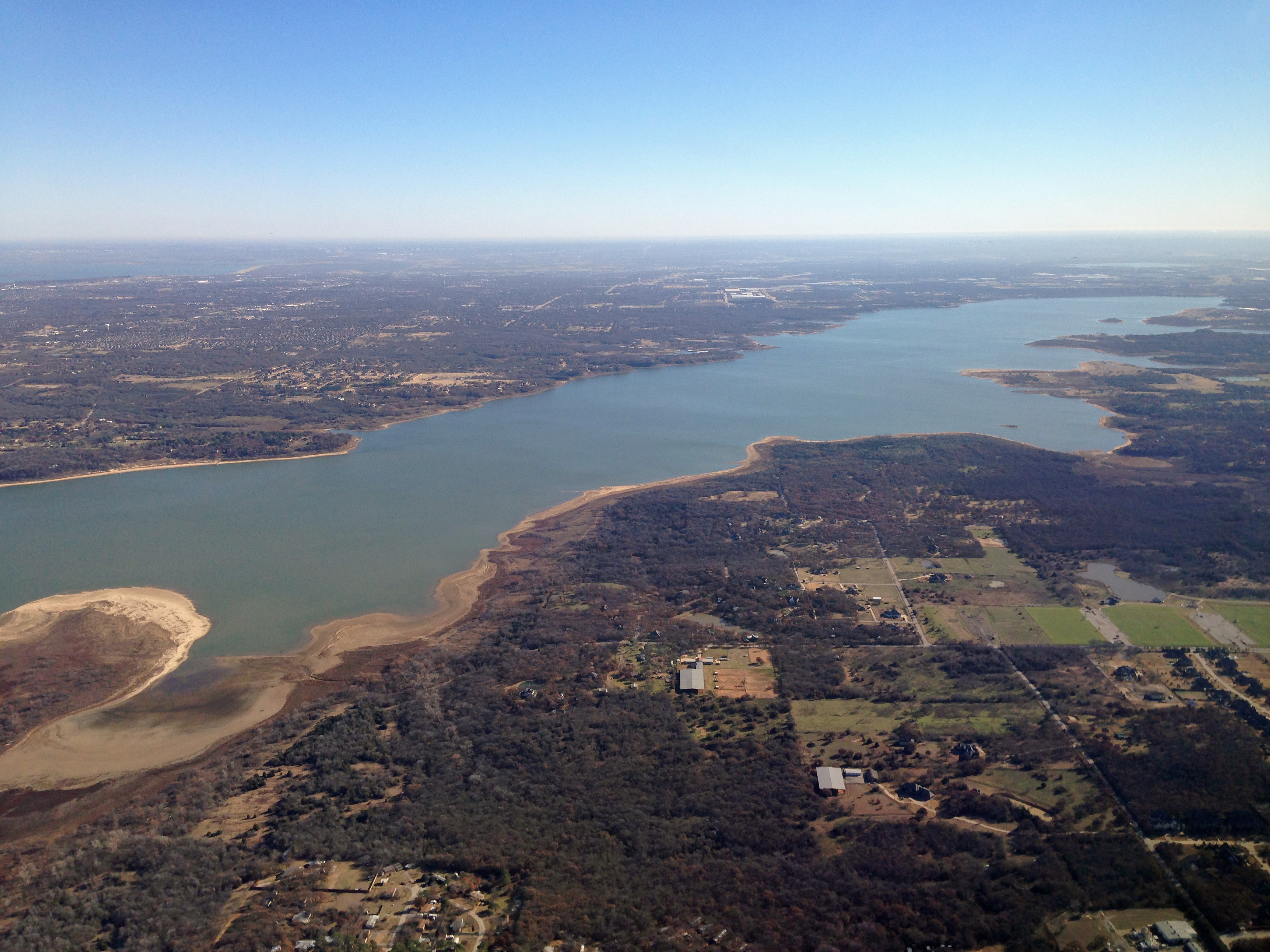
Jezioro Grapevine

Dallas – miasto w Stanach Zjednoczonych, w stanie Teksas, siedziba hrabstwa Dallas, nad rzeką Trinity. Z populacją 1,3 mln mieszkańców, jest dziewiątym co do wielkości miastem w kraju. Stanowi rdzeń konurbacji Dallas–Fort Worth obejmującej 8,1 mln mieszkańców – czwartej pod względem ludności i najszybciej rozwijającej się aglomeracji w Stanach Zjednoczonych.
Międzynarodowy port lotniczy Dallas-Fort Worth w 2023 roku przewiózł 81,8 mln pasażerów, co daje mu 3. miejsce (za Atlantą i Dubajem) na liście portów lotniczych o największym stężeniu ruchu pasażerskiego na świecie. Funkcjonuje tutaj także port lotniczy Dallas Love Field. Miasto jest ważnym węzłem drogowym i kolejowym. Ośrodek naukowo–kulturalny, handlowy, bankowo–finansowy oraz przemysłowy w sektorach m.in. lotniczym, elektronicznym, maszynowym, chemicznym, spożywczym i odzieżowym. Dallas, niegdyś znane ze swojego kowbojskiego dziedzictwa i rozległych przestrzeni miejskich, szybko przekształca się w centrum innowacji technologicznych i wyrosło na konkurenta Doliny Krzemowej.
Z produktem miejskim brutto w wysokości 598 miliardów dolarów, Dallas zajmuje 13. miejsce wśród miast świata i 6. pośród miast amerykańskich. Konurbacja nieprzerwanie plasuje się na piątym miejscu, pod względem liczby firm notowanych na liście Fortune 500 w Stanach Zjednoczonych, w tym siedziby ExxonMobil, AT&T, American Airlines czy Southwest Airlines. Według danych z 2019, Dallas jest 10. najczęściej odwiedzanym miastem w USA, z liczbą 27 milionów turystów.
Historyczne znaczenie miasta jako ośrodka przemysłu naftowego i bawełnianego wynika z jego położenia wzdłuż linii kolejowych.

## Geografia

### Położenie
Miasto położone jest w południowej części Stanów Zjednoczonych, w północno-środkowym Teksasie – ok. 130 km na południe od granicy stanu Oklahoma. Położone na obszarze w większości płaskim, leży na wysokości od 137 do 168 m n.p.m.. Rozciąga się na hrabstwa Collin, Denton, Kaufman i Rockwall.
Według United States Census Bureau, miasto zajmuje powierzchnię 999,3 km², z czego 881,9 km² to ląd, zaś 117,4 km² (11,7%) to woda. Region położony na południowych krańcach Wielkich Równin składa się z prerii i lasów dębowych, chociaż znaczna część naturalnego krajobrazu została zajęta przez urbanizację i użytkowanie gruntów rolnych. Na tym obszarze zbiegają się liczne dopływy rzeki Trinity, tworząc jeden ciąg wodny wychodzący z Dallas i zmierzający do Zatoki Meksykańskiej. Rzeka jest kontrolowana przez sieć tam i wałów przeciwpowodziowych. Na obszarze aglomeracji znajduje się kilka dużych jezior i sztucznych zbiorników, w tym: Lewisville (119,7 km²), Ray Hubbard (92 km²), czy Grapevine (29,5 km²).

### Klimat
Klimat Dallas/Fort Worth jest wilgotny, subtropikalny z gorącymi latami. Ma także charakter kontynentalny, z szerokim rocznym zakresem temperatur. Opady są bardzo zróżnicowane, zazwyczaj sprzyjając bimodalnemu rozkładowi mokrej wiosny/jesieni i suchego lata/zimy. Zimy są na ogół łagodne, ale pora roku charakteryzuje się znaczną zmiennością temperatur.  
Najdłużej w Dallas temperatura była poniżej zera przez 13 kolejnych dni 18-30 grudnia 1983 r. Chociaż opady zimowe są rzadkie, zdarzają się każdej zimy, ale wiele sezonów kończy się niewielkimi lub żadnymi mierzalnymi opadami śniegu. Duży grad, niszczycielskie wiatry, powodzie lub tornada zdarzają się prawie co roku w metropolii Dallas/Fort Worth. Najwyższą temperaturę w historii miasta odnotowano podczas fali upałów w 1980 r., gdy pod koniec czerwca osiągnęła 45 °C.
| Miesiąc | Sty  | Lut  | Mar  | Kwi  | Maj  | Cze  | Lip  | Sie  | Wrz  | Paź  | Lis  | Gru  | Roczna |
| --- | ---- | ---- | ---- | ---- | ---- | ---- | ---- | ---- | ---- | ---- | ---- | ---- | ------ |
| Średnie temperatury w dzień [°C]                                                                             | 13,8 | 16,0 | 20,4 | 24,8 | 29,0 | 33,1 | 35,6 | 35,8 | 31,5 | 25,8 | 19,5 | 14,2 | 25,0   |
| Średnie dobowe temperatury [°C]                                                                              | 8,4  | 10,6 | 14,8 | 19,1 | 23,8 | 27,9 | 30,2 | 30,4 | 26,1 | 20,2 | 14,1 | 8,9  | 19,6   |
| Średnie temperatury w nocy [°C]                                                                              | 2,9  | 5,1  | 9,2  | 13,4 | 18,6 | 22,7 | 24,8 | 24,9 | 20,6 | 14,6 | 8,7  | 3,6  | 14,1   |
| Opady [mm]                                                                                                   | 52   | 66   | 89   | 78   | 125  | 104  | 56   | 47   | 72   | 122  | 73   | 70   | 954    |
| Średnia liczba dni z opadami                                                                                 | 6,7  | 6,5  | 7,6  | 6,7  | 9,7  | 8,0  | 4,9  | 4,6  | 5,3  | 7,5  | 6,6  | 6,6  | 80,7   |
| Wilgotność [%]                                                                                               | 66   | 66   | 64   | 65   | 70   | 66   | 60   | 60   | 67   | 66   | 67   | 68   | 65     |
| Średnie usłonecznienie [h]                                                                                   | 184  | 178  | 228  | 236  | 258  | 298  | 332  | 305  | 246  | 228  | 184  | 173  | 2850   |
| Źródło: NOAA (liczba dni z opadami dla wartości 0,25 mm, wysokość 148 m n.p.m., 440 km od oceanu, 1981-2010) |      |      |      |      |      |      |      |      |      |      |      |      |        |

## Historia

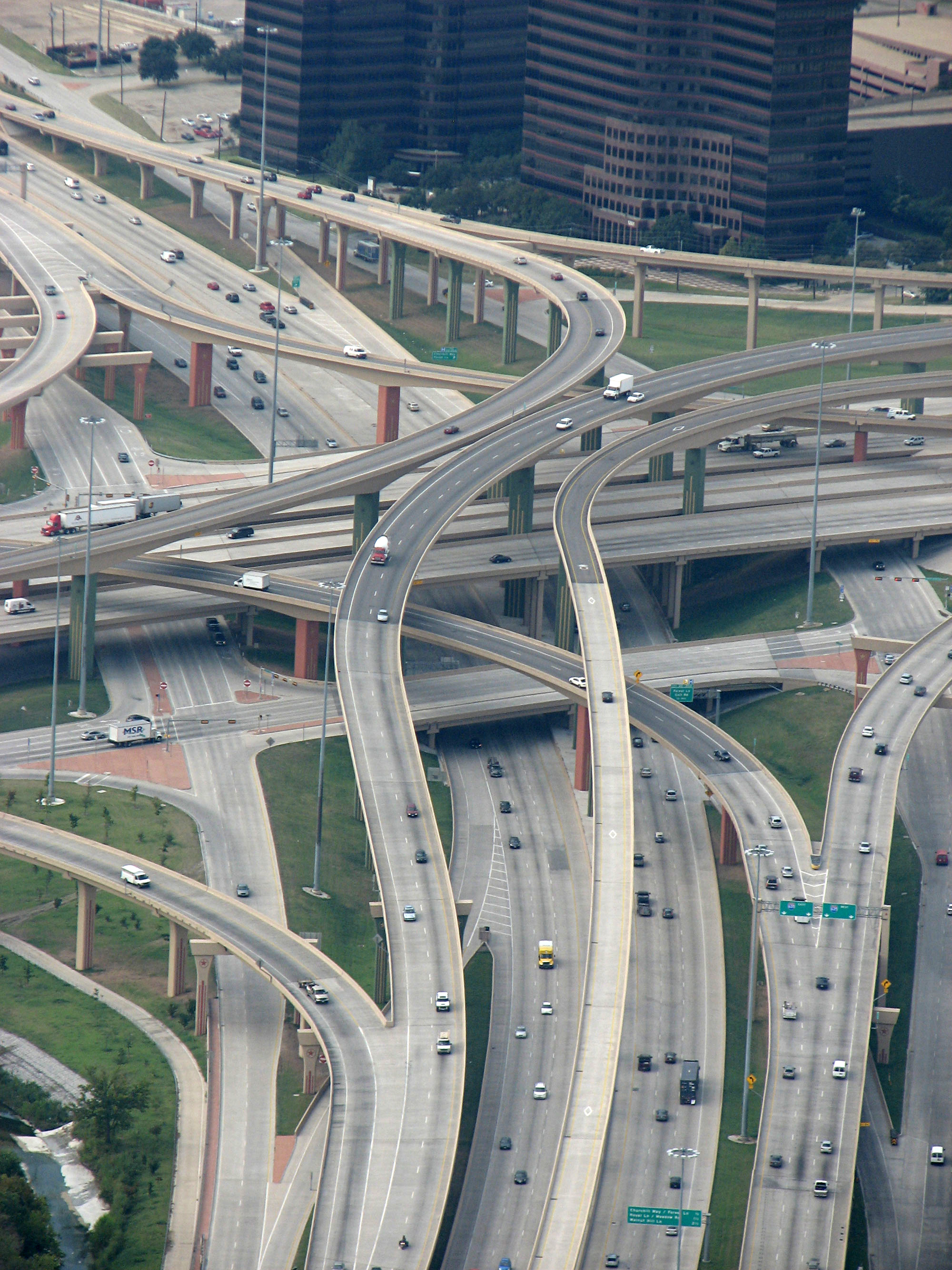
Węzeł drogowy High Five Interchange obejmujący autostradę Central Expressway

Przed europejską eksploracją plemiona indiańskie (m.in. Caddo, Wichita i Tonkawa) żyły na terenach dzisiejszego Teksasu od ponad 10 000 lat. Hiszpanie byli pierwszymi Europejczykami, którzy przybyli w 1528 roku, wywierając kolonizacją wpływ na rdzenną ludność.
Miejscowość Dallas założono w 1841 roku. Jako miasto funkcjonuje od 1856 roku. Nazwa miasta prawdopodobnie pochodzi od imienia jednego z pierwszych osadników. W 1855 roku Alex Cockrell zbudował i obsługiwał pierwszy most w Dallas, na rzece Trinity. Ta drewniana konstrukcja, zanim uległa zniszczeniu w 1858 roku, połączyła osadę z terenami na zachodnim brzegu rzeki, przyczyniając się do migracji znacznej liczby rodzin pionierskich w głąb stanu i do rozwoju całego obszaru Dallas. W 1871 roku, w tym samym miejscu, Dallas Bridge Company zbudowała żelazny most, który obsługiwała Sarah Cockrell, wdowa po Alexie Cockrellu.
Od połowy XIX wieku przez okolice Dallas przebiegały szlaki osadników, w tym Butterfield Overland Mail, a miasto stało się głównym ośrodkiem handlu bawełną. Do miasta zaczęli napływać imigranci ze Szwajcarii, Niemiec i Francji, szukając możliwości ekonomicznych, a po wojnie secesyjnej w ramach Wielkiej Migracji przybywali Afroamerykanie. W 1871 roku do Dallas dotarła linia kolejowa, co przyspieszyło rozwój handlu i przemysłu w mieście. Założony w 1873 roku Texas Christian University, pierwotnie z siedzibą w Thorp Spring, jest jedną z najstarszych instytucji szkolnictwa wyższego w Teksasie (później przeniósł się do Fort Worth).
Od początku XX wieku Dallas było ośrodkiem przetwórstwa żywności (np. pakowanie mięsa, młynarstwo) oraz produkcji tekstyliów. Napływ imigrantów z Meksyku, spowodowany m.in. rewolucją meksykańską i możliwościami pracy w przemyśle i rolnictwie, przyczynił się do wzrostu liczby ludności. W 1930 roku odkrycie złóż ropy naftowej, we wschodnim Teksasie (East Texas Oil Field) przyciągnęło inwestycje do regionu. Dallas, jako centrum finansowe i logistyczne, stało się ośrodkiem przemysłu naftowego, mimo że samo wydobycie koncentrowało się w innych lokalizacjach. Rozwój miasta przyśpieszył w latach 40. XX wieku, kiedy w regionie powstało kilka fabryk produkujących samoloty. Kluczową rolę odegrała firma North American Aviation (później część Rockwell International i Boeing), która w czasie II wojny światowej produkowała tysiące samolotów bojowych. Przemysł lotniczy stał się fundamentem gospodarki Dallas, zapewniając tysiące miejsc pracy i przyciągając wykwalifikowaną siłę roboczą. 
W 1949 roku zakończono budowę autostrady North Central Expressway, która przyczyniła się do dalszej ekspansji gospodarczej Dallas (została całkowicie przebudowana w latach dziewięćdziesiątych). W latach siedemdziesiątych nasiliła się migracja ludności latynoskiej do Dallas.
22 listopada 1963 roku w Dallas zginął w zamachu prezydent Stanów Zjednoczonych John F. Kennedy. W 1974 otwarto międzynarodowy port lotniczy. W latach 1983–1985 wybudowano w stylu postmodernistycznym Bank of America Plaza, który do dzisiaj jest najwyższym budynkiem w mieście. W latach 80. XX wieku nastąpił szczyt znaczenia przemysłu naftowego, po którym nastąpiła dywersyfikacja gospodarki w kierunku technologii i finansów.

## Architektura i krajobraz miejski

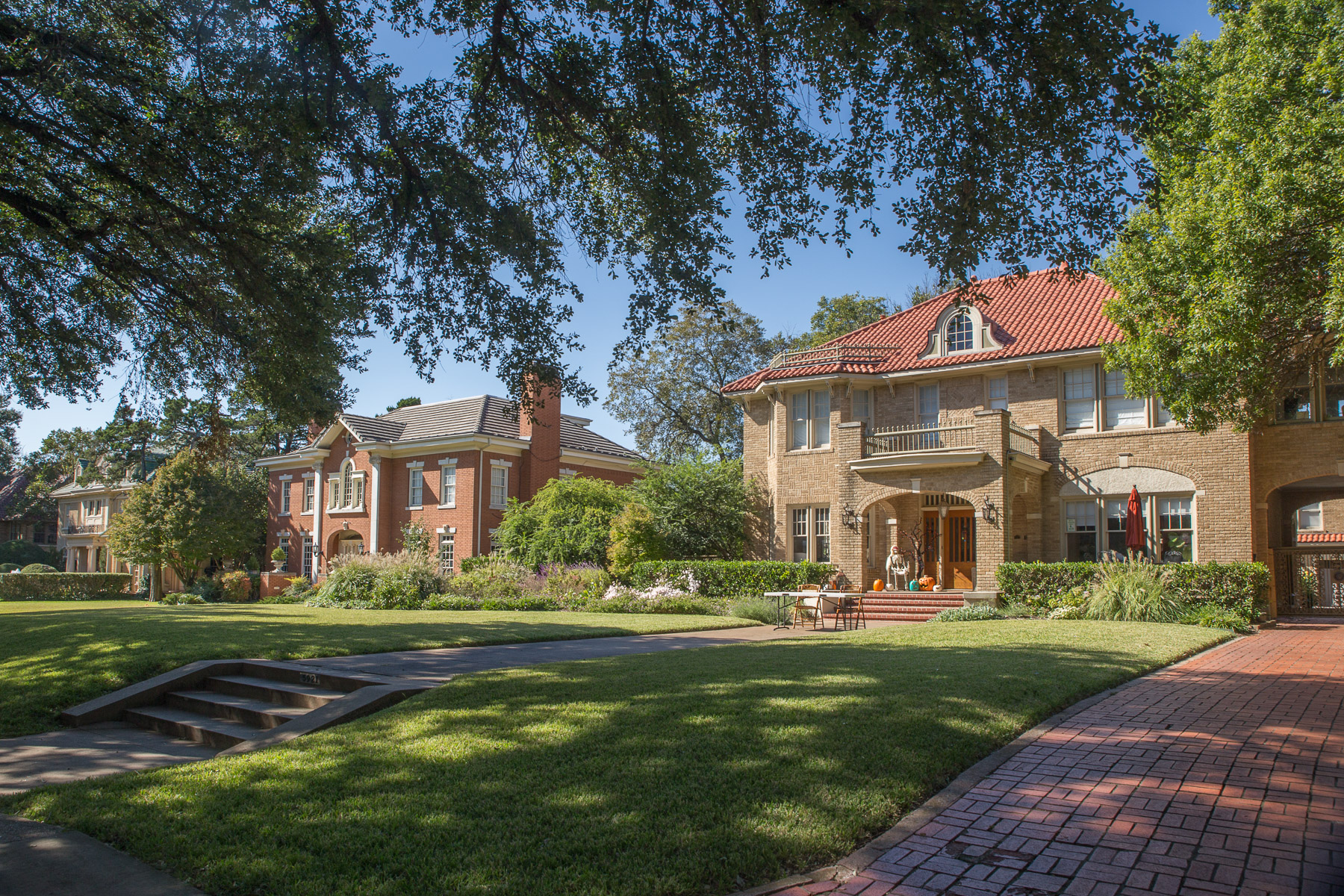
Swiss Avenue

Architektoniczne dziedzictwo Dallas datuje się od końca XIX i początku XX wieku. W tym czasie wznoszono budynki komercyjne w stylu wiktoriańskim, często z cegły, jak część zabudowy wzdłuż Elm Street. W tym okresie pojawiły się również charakterystyczne budowle neogotyckie, widoczne w First Presbyterian Church z jego strzelistą wieżą. Swiss Avenue prezentuje różnorodność wczesnej architektury, w tym wille w stylu wiktoriańskim, domy w stylu edwardiańskim i rezydencje neoklasyczne, nawiązujące do antycznych wzorców. Upamiętniający początki miasta Founders Plaza łączy historyczne artefakty, takie jak replika chaty Johna Neely’ego Bryana (lata 40. XIX wieku), stary czerwony Gmach Sądu (Old Red) z jego charakterystyczną czerwoną cegłą i wieżyczkami oraz XIX-wieczna lastrykowa mapa hrabstwa Dallas, ilustrując wczesny etap rozwoju urbanistycznego. Ahab Bowen House (1874) przy Swiss Avenue jest jednym z najstarszych zachowanych domów, reprezentującym wiktoriańską architekturę ludową z gankiem.

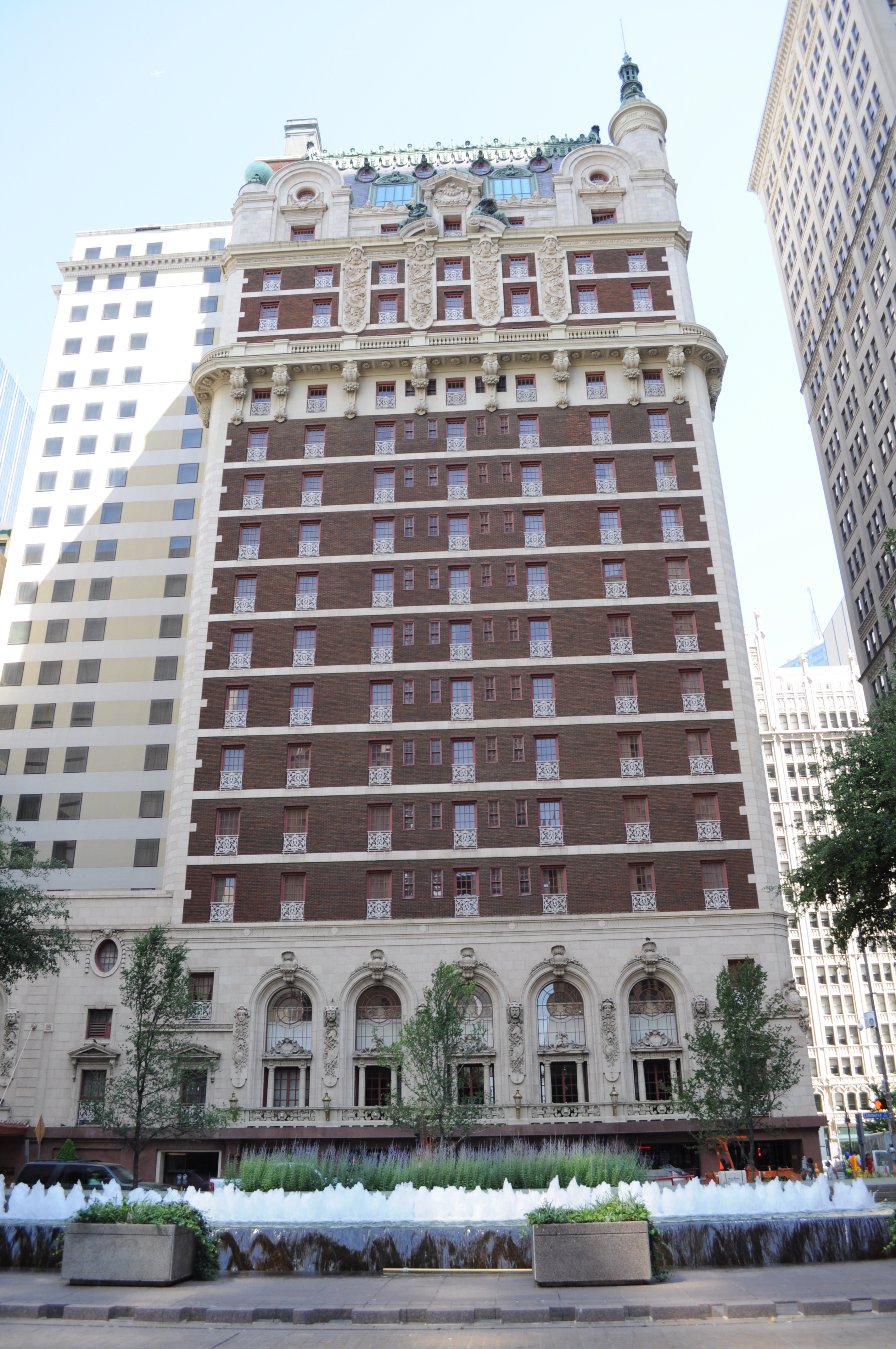
Hotel Adolphus (1912)

Na początku XX wieku, wraz z rozwojem Dallas, architekci miasta adaptowali różnorodne style architektoniczne popularne w Stanach Zjednoczonych i Europie. Przykładem implementacji europejskich wzorców jest Wilson Building (1904) zlokalizowany przy Main Street, którego fasada charakteryzuje się bogatymi zdobieniami nawiązującymi do paryskiego Palais Garnier. Kirby Building (1913) stanowi lokalny przykład komercyjnej architektury gotyckiego odrodzenia, cechujący się ostrymi łukami i detalami. W tym okresie wzniesiono również Hotel Adolphus (otwarty w 1912) w stylu beaux-art, którego elegancka fasada i bogaty wystrój wnętrz dominowały w panoramie Main Street District do czasu budowy sąsiedniego Hotelu Magnolia (1922) z charakterystyczną wieżą Pegasus. Działalność architektów takich jak Henry B. Thomson, David R. Williams (projektant domów w stylu Prairie School) i Maurice Fatio (projektant rezydencji luksusowych) w pierwszej połowie XX wieku wpłynęła na ukształtowanie eklektycznego krajobrazu architektonicznego Dallas.
Połowa XX wieku przyniosła znaczącą zmianę w architekturze Dallas, z dominacją modernizmu, czego przykładem jest Mercantile National Bank Building (charakterystyczny wieżowiec z zegarem) i później postmodernizmu, reprezentowanego przez Bank of America Plaza z jego zielonymi neonami. W tym czasie tworzyli tu architekci o międzynarodowej renomie, tacy jak Edward Durell Stone, Frank Lloyd Wright (jego realizacje w Dallas są mniej liczne) i Harwell Hamilton Harris (znany z modernistycznych domów). Równocześnie, w podmiejskich obszarach Dallas, takich jak Highland Park i Cedar Hill, popularność zyskały rozległe rezydencje w stylu śródziemnomorskim z czerwonymi dachówkami i arkadami oraz eklektycznym stylu francuskim z mansardowymi dachami. Charakterystycznym elementem krajobrazu stały się również przestronne domy w stylu rancza, z dużymi oknami otwierającymi się na rozległe podwórka, odzwierciedlające styl życia i dostępność przestrzeni – przykładem mogą być liczne domy w North Dallas. Dallas posiada znaczącą kolekcję domów z połowy XX wieku, stanowiących świadectwo ówczesnych trendów w architekturze mieszkaniowej.
Rozwój architektury Dallas był ściśle związany z planowaniem urbanistycznym miasta, charakteryzującym się szachownicowym układem ulic w centrum i rozwojem przedmieść. Miasto dzieli się na liczne obszary geograficzne i ponad 30 dzielnic w samym centrum, w tym Downtown Dallas, East Dallas, North Dallas, Far North Dallas, Oak Cliff i West Dallas. Dallas posiada również 20 historycznych dzielnic wpisanych do amerykańskiego rejestru miejsc zabytkowych, takich jak Lake Cliff, Sears Complex i Swiss Avenue. 

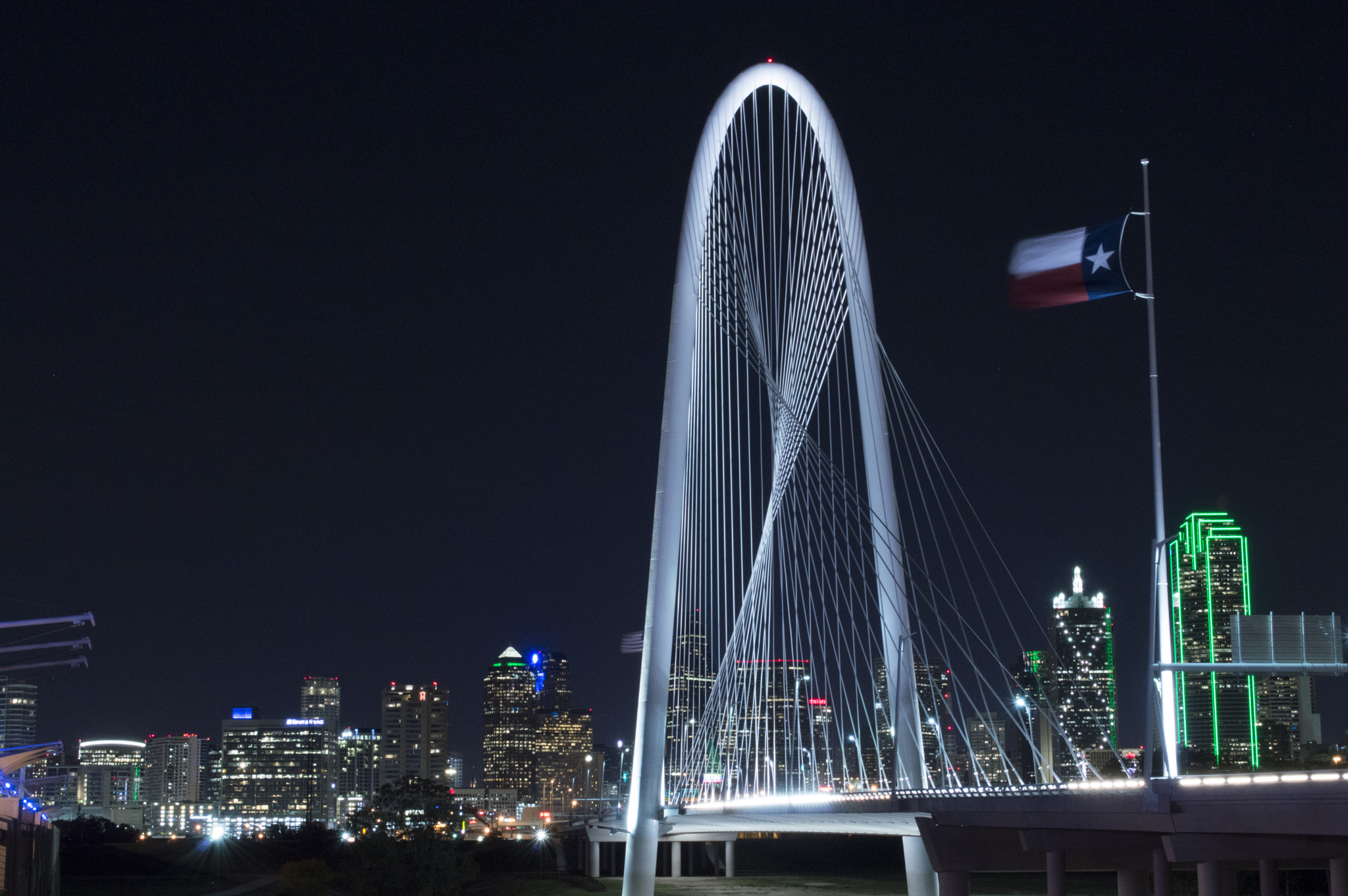
Nowoczesny most w centrum Dallas

Elementem współczesnej architektury Dallas, godnym uwagi w kontekście rozwoju urbanistycznego, jest Margaret Hunt Hill Bridge, oddany do użytku w 2012 roku. Ten most wantowy, zaprojektowany przez biuro Santiago Calatrava na rzece Trinity w centrum Dallas, stanowi ikoniczny element nowoczesnej architektury i jest pierwszym z serii planowanych mostów tego architekta. Jednocześnie, raport National Community Reinvestment Coalition wykazał, że Dallas w latach 2013–2017 należało do 20 miast w USA o największej gentryfikacji, co również wpływa na charakter i ewolucję tkanki miejskiej oraz architektonicznej. 
Współczesna architektura Dallas kontynuuje tradycję innowacyjności, z licznymi przykładami nowoczesnych wieżowców, takich jak Comercia Bank Tower i budynków użyteczności publicznej, jak Perot Museum of Nature and Science, odzwierciedlających najnowsze trendy w projektowaniu zrównoważonym i technologii budowlanej.

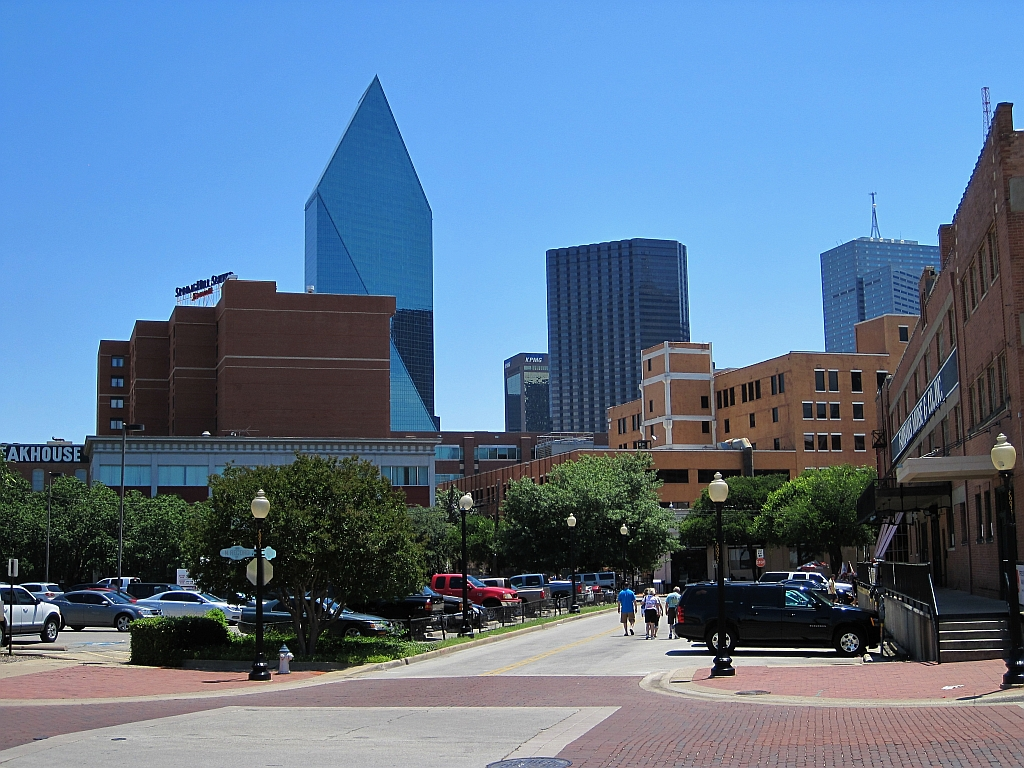
Historyczna dzielnica West End

### Centrum Dallas
Centrum Dallas zakotwiczone jest w dzielnicy Downtown, wraz z dzielnicami Oak Lawn i Uptown. Obejmuje uznaną za najlepszą dzielnicę artystyczną w kraju – Arts District. Godne uwagi miejsca w dzielnicy artystycznej obejmują Muzeum Sztuki Dallas, Centrum Symfoniczne Mortona H. Meyersona (siedziba Orkiestry Symfonicznej w Dallas), Centrum Rzeźby Nashera, Dee and Charles Wyly Theatre i Muzeum Sztuki Azjatyckiej.
Ponadto w centrum Dallas znajdują się historyczna dzielnica West End, dzielnica Deep Ellum, Main Street District, City Center District, Reunion District, Design District,  Victory Park, Klyde Warren Park, czy targ rolniczy Dallas Farmers Market.

### Wieżowce

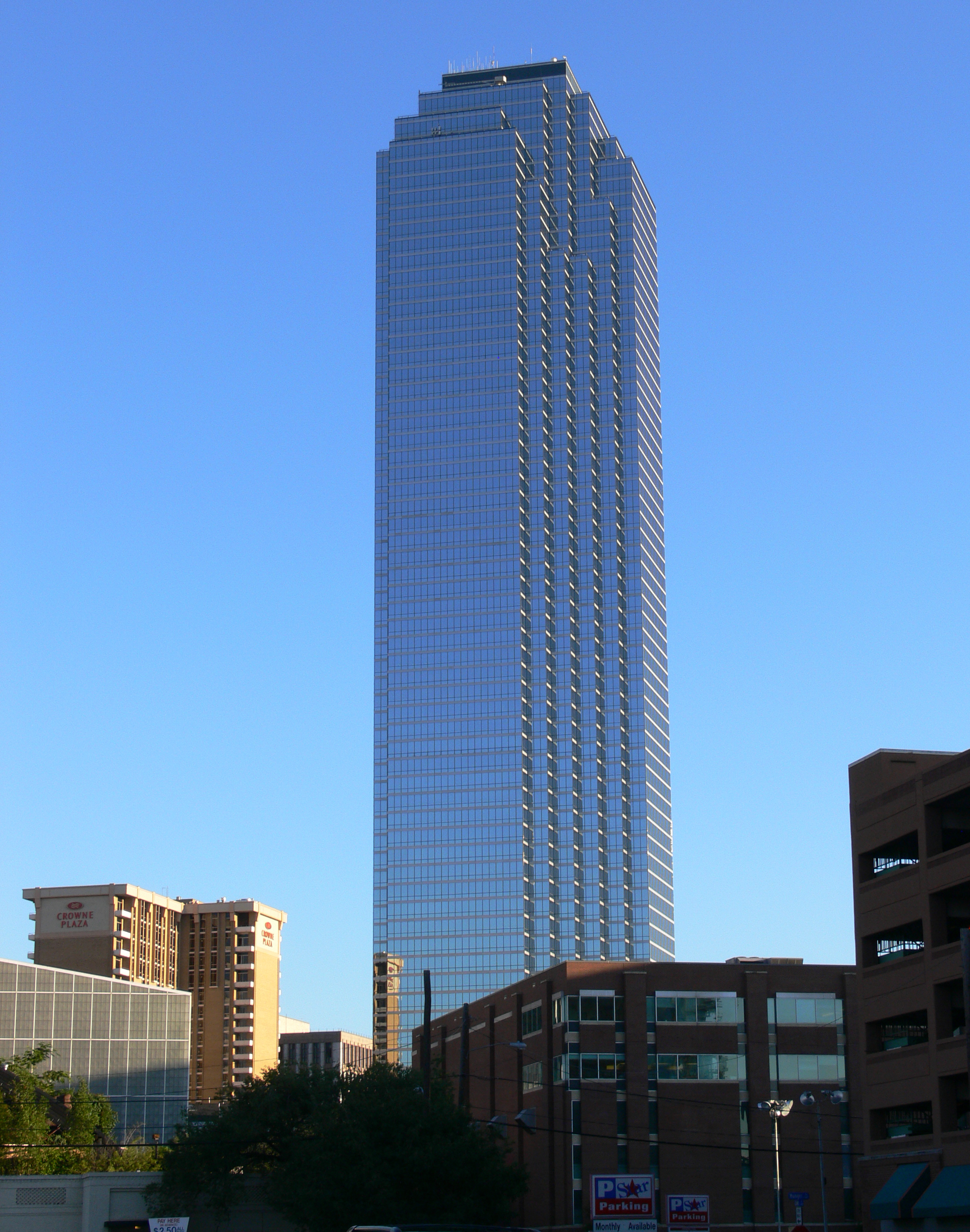
Bank of America Plaza jest 3. co do wielkości budynkiem w Teksasie

W Dallas znajduje się dwadzieścia drapaczy chmur mających ponad 150 metrów, z czego większość została zbudowana w latach 80. XX wieku. Bank of America Plaza jest charakterystycznym budynkiem, oświetlonym neonami, jednak nie znajduje się na liście dwustu najwyższych budynków na świecie. Najstarszym uznanym drapaczem chmur jest Hotel Magnolia wybudowany w 1922 roku i wpisany do National Register of Historic Places. Na koniec 2028 roku zaplanowany jest najwyższy z drapaczy chmur mający 80 pięter, który będzie posiadał powierzchnie biurowe, mieszkalne, handlowe i hotelowe. Obecnie do najwyższych wieżowców należą:
- Bank of America Plaza (280,7 m)
- Renaissance Tower (270 m)
- Comercia Bank Tower (240 m)

Oprócz wieżowców panoramę miasta charakteryzuje 171-metrowa wieża widokowa Reunion, która wyróżnia się swoim modernistycznym charakterem i kopułą geodezyjną w kształcie kosza wieży.

### Parki
Dallas Park System to jeden z największych systemów parków miejskich w kraju, obejmujący 410 parków o łącznej powierzchni ponad 21 109 akrów – zagospodarowanych i niezabudowanych parków – w tym 7 jezior i 33 stawy, boiska lekkoatletyczne, place zabaw, boiska do aerobiku, korty tenisowe i inne. Great Trinity Forest uznawany jest za największy las miejski w całych Stanach Zjednoczonych.
Park stanowy jeziora Raya Robertsa na obrzeżach aglomeracji Dallas, jest najczęściej odwiedzanym parkiem stanowym w stanie Teksas (879 tys. turystów w 2023).

### Zabytki i atrakcje turystyczne
- Teatr Majestic (1921)
- Centrum Symfoniczne Mortona H. Meyersona (1989)
- Dallas Zoo (1888), w tym Światowe Akwarium w Dallas (1992)
- Biblioteka i Muzeum Prezydenckie George Busha (1997)
- Arts District
- Klyde Warren Park (2012)

## Demografia

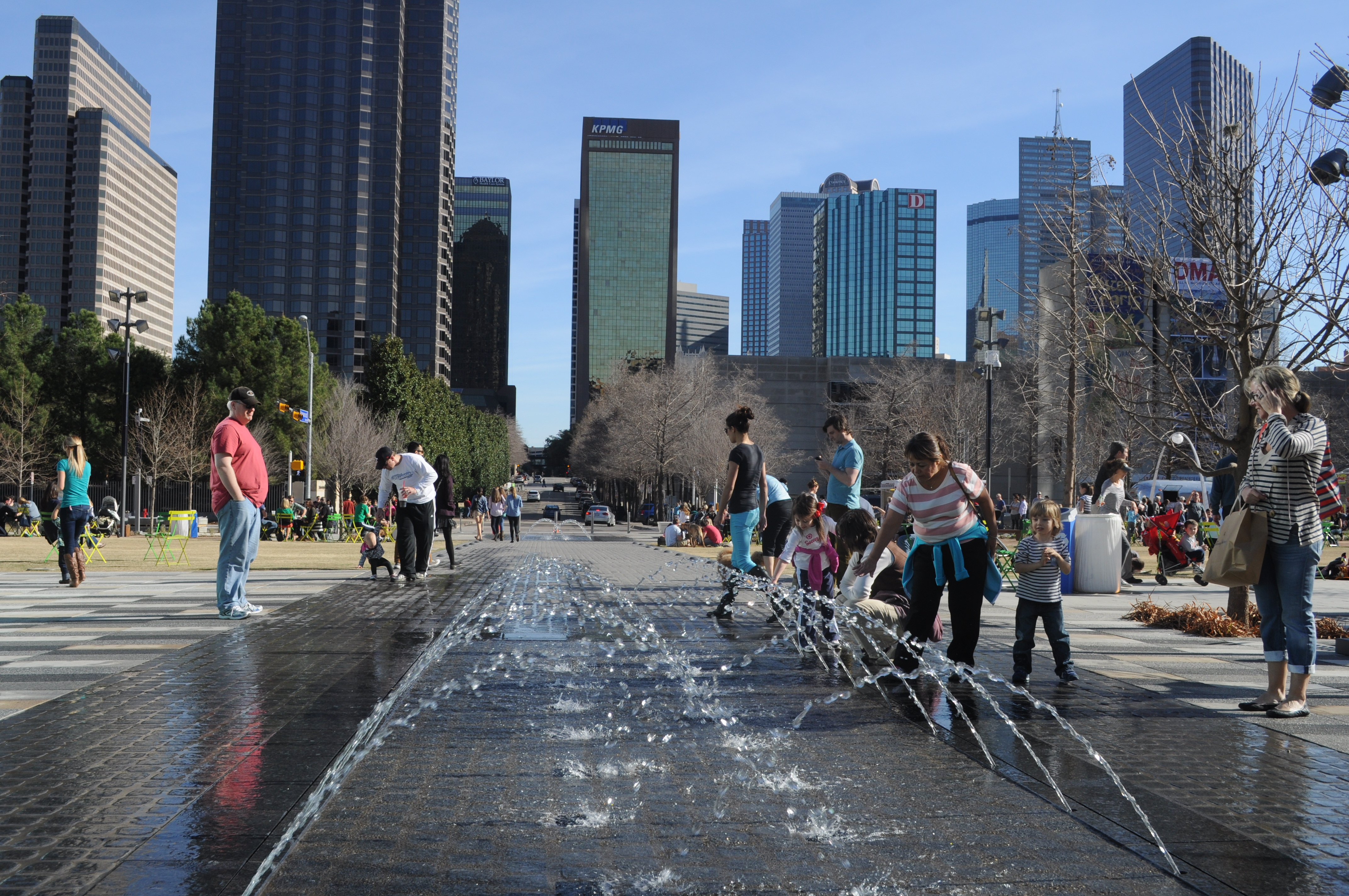
Scena uliczna w Klyde Warren Park

Dallas jest dziewiątym najbardziej zaludnionym miastem w Stanach Zjednoczonych i trzecim w Teksasie po miastach Houston i San Antonio. Jego obszar metropolitalny obejmuje jedną czwartą populacji Teksasu i jest największym w południowych Stanach Zjednoczonych i Teksasie. Podczas spisu powszechnego w Stanach Zjednoczonych w 2020 r. miasto Dallas liczyło 1 304 379 mieszkańców, co oznacza wzrost o 106 563 od czasu spisu powszechnego w Stanach Zjednoczonych w 2010 roku. Średnia wieku wynosi 33,1 lat, w porównaniu z 35,2 lat dla Teksasu i 38,5 lat dla Stanów Zjednoczonych.
Średni dochód gospodarstwa domowego (dane z 2022) w Dallas wynosi 63 985 dolarów, zaś dochód na mieszkańca 41 761 dolarów. 17,5% mieszkańców żyje poniżej relatywnej granicy ubóstwa.

### Etniczność
Według danych pięcioletnich z 2022 roku, Latynosi jakiejkolwiek rasy stanowili 42,4% ludności miasta, ludność biała nielatynoska – 28,3%, ludność czarna lub Afroamerykanie – 23,6%, 13,1% było rasy mieszanej, Azjaci – 3,7% i 0,6% to była rdzenna ludność Ameryki. 23,8% mieszkańców Dallas urodziło się poza granicami Stanów Zjednoczonych, a w obszarze metropolitalnym było to 18,8%.
Do największych grup głównego miasta należały osoby pochodzenia meksykańskiego (34,5%), afroamerykańskiego, angielskiego (5,4%), niemieckiego (5,2%), irlandzkiego (4,3%) i „amerykańskiego” (3,9%). Inne duże grupy obejmowały osoby pochodzenia afrykańskiego subsaharyjskiego (34,3 tys.), salwadorskiego (25,7 tys.), włoskiego (23,3 tys.) i szkockiego lub szkocko–irlandzkiego (22,6 tys.).

### Język
Według danych z 2022 roku, 57,6% populacji miasta posługiwało się w domu wyłącznie językiem angielskim (68,4% w obszarze metropolitalnym), 36,4% hiszpańskim, 2,1% innym językiem europejskim, 2,1% językami azjatyckimi i 1,7% innymi językami.

## Gospodarka

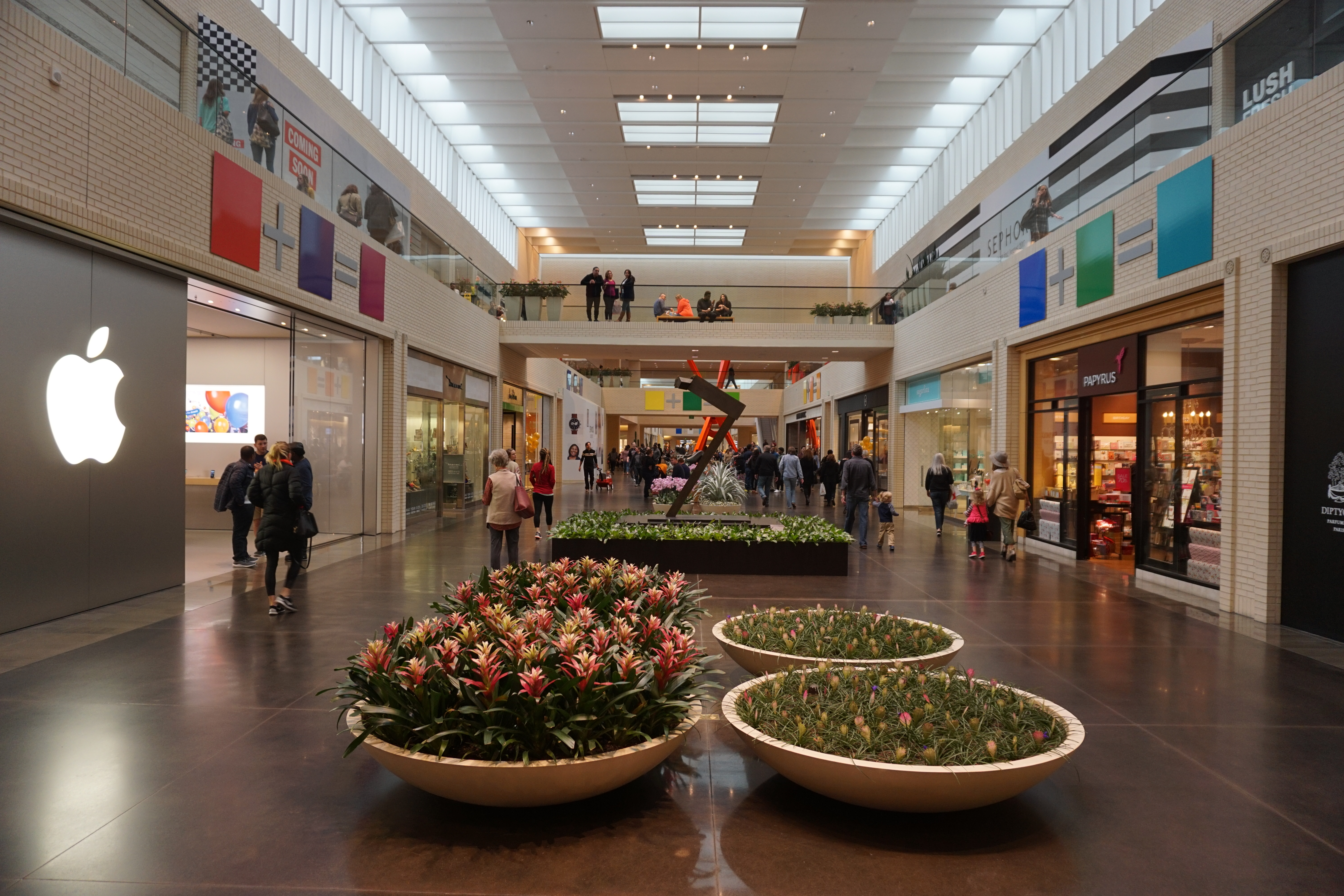
NorthPark Center

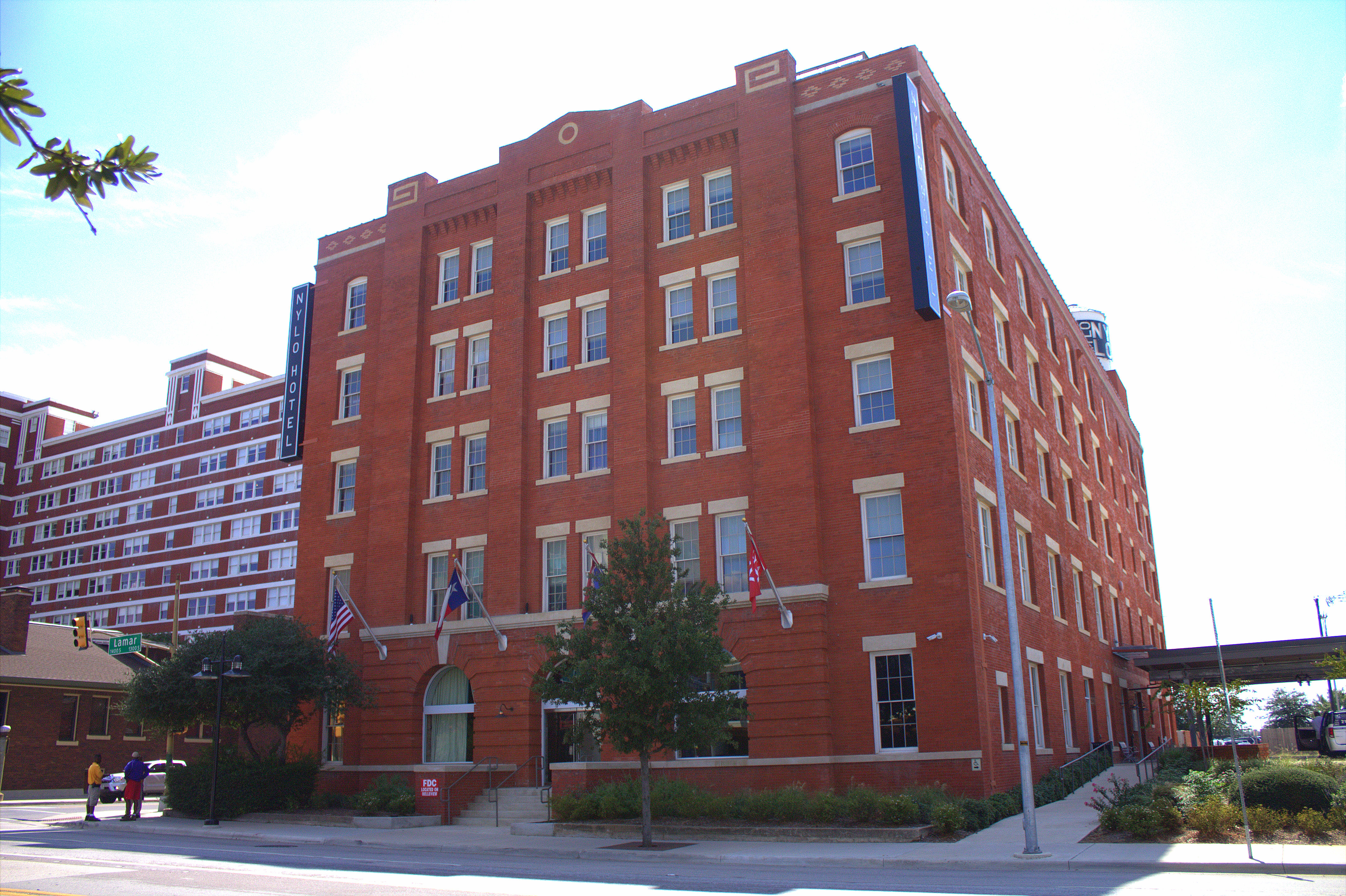
Dallas Coffin Company

Dallas ma więcej centrów handlowych na mieszkańca niż jakiekolwiek inne miasto w Stanach Zjednoczonych, a także jest siedzibą najstarszego centrum handlowego w Ameryce – Highland Park Village (otwarty w 1931). Do największych galerii w Dallas należą NorthPark Center i Galleria Dallas.
Dallas zajęło 18. miejsce w rankingu najlepszych miast do życia na świecie pt. Oxford Economics Global Cities Index 2024. Jest to najlepszy wynik wśród miast Teksasu.

### Najwięksi pracodawcy
Według danych z 2022 roku do największych pracodawców w aglomeracji Dallas–Fort Worth należeli:
|    | Nazwa firmy                                     | Siedziba (m) | Liczba zatrudnionych |
| -- | ----------------------------------------------- | ------------ | -------------------- |
| 1  | Sieć szpitali Texas Health Resources            | Arlington    | 27 000               |
| 2  | Lockheed Martin                                 | Fort Worth   | 22 000               |
| 3  | University of Texas Southwestern Medical Center | Dallas       | 21 539               |
| 4  | Szpital Miejski w Dallas                        | Dallas       | 17 000               |
| 5  | Bank of America                                 | Dallas       | 13 850               |
| 6  | University of North Texas System                | Dallas       |                      |
| 7  | Parkland Health & Hospital System               | Dallas       | 12 966               |
| 8  | Fabryka samochodów General Motors               | Arlington    |                      |
| 9  | Firma ubezpieczeniowa State Farm                | Dallas       |                      |
| 10 | Niezależny Okręg Szkolny Frisco                 | Frisco       | 5715                 |

## Kultura

Wycieczka konna w pobliżu Venus. Biznes konny w okolicach Dallas należy do największych w USA

Historycznie Dallas charakteryzowało się przewagą ludności białej, jednak w XX wieku nastąpiła znacząca dywersyfikacja etniczna. Migracje z różnych regionów Stanów Zjednoczonych oraz z zagranicy przyczyniły się do złożoności i heterogeniczności kulturowej miasta. Pomimo tej różnorodności, ze względu na swoje położenie w południowo-zachodniej części Stanów Zjednoczonych oraz północnym Teksasie, region wykazuje tendencje do konserwatyzmu kulturowego i religijnego.
Znaczący wzrost populacji pochodzenia meksykańskiego wpłynął na silną obecność kultury latynoskiej, widoczną w gastronomii, muzyce, modzie, języku i architekturze. W Dallas regularnie odbywają się festiwale o tematyce meksykańskiej. Kultura afroamerykańska jest istotnym elementem krajobrazu kulturowego, odzwierciedlającym liczebność populacji afroamerykańskiej, która przekracza milion i plasuje się w pierwszej dziesiątce w Stanach Zjednoczonych, podobnie jak populacja latynoska. Muzeum Afroamerykańskie w Dallas posiada jedną z największych kolekcji afroamerykańskiej sztuki ludowej w kraju.
Współcześnie Dallas jest miastem kosmopolitycznym, znanym z dużej koncentracji obiektów gastronomicznych i handlowych. Jego obszary podmiejskie są cenione ze względu na wysoki poziom szkolnictwa, bezpieczeństwo oraz organizowane festiwale kulturalne i sezonowe. Raport Storage Cafe z 2022 roku, umieścił przedmieścia Dallas na pierwszym miejscu wśród najbardziej przyjaznych rodzinom miast w Stanach Zjednoczonych. Pierwsze miejsce w rankingu stu największych miast zajęło Plano.

### Religia

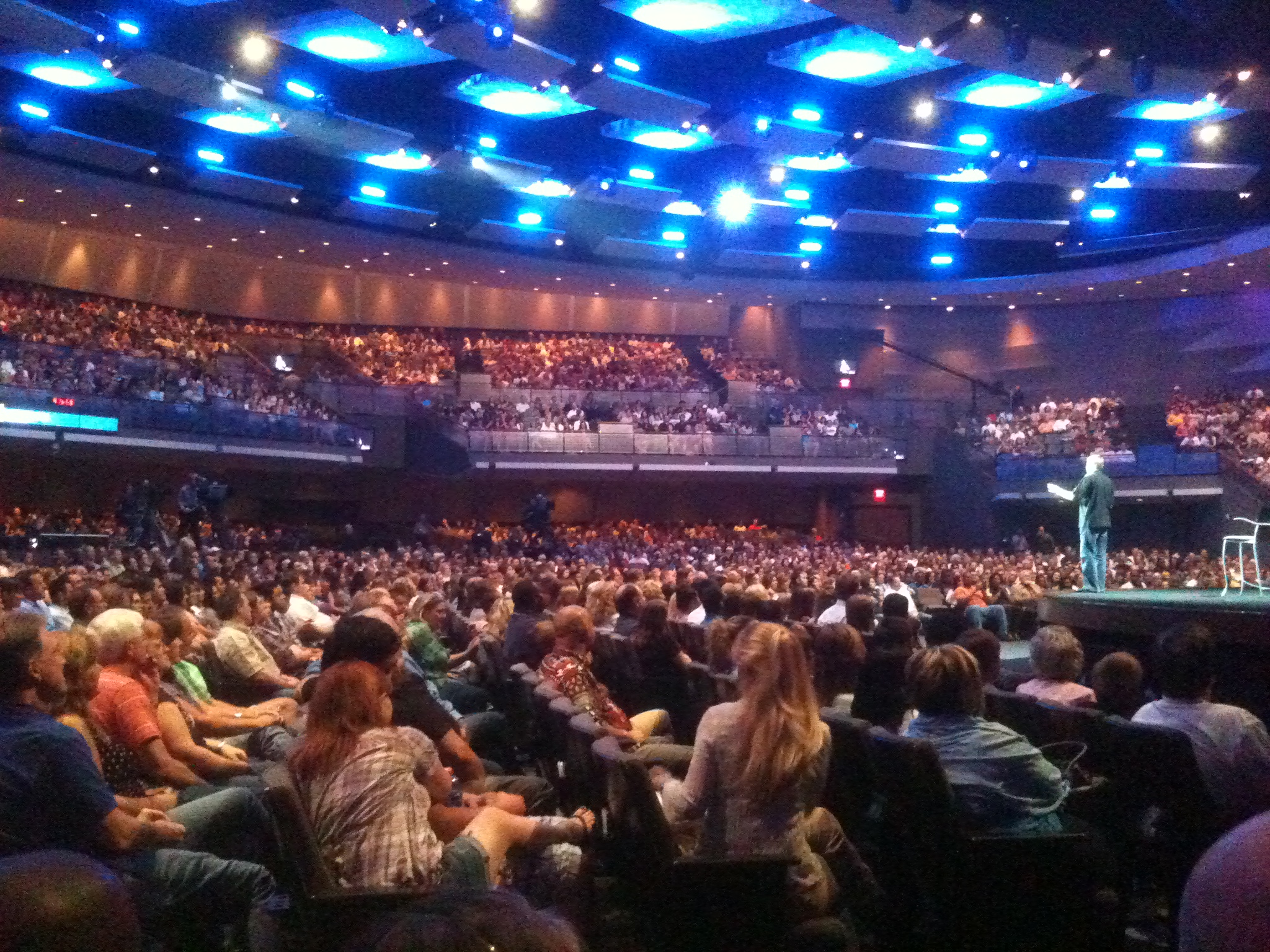
Wnętrze megakościoła w Southlake

Krajobraz religijny Dallas, historycznie zdominowany przez protestantyzm, charakteryzuje się znaczną różnorodnością wynikającą z procesów migracyjnych. Chociaż protestanci wciąż stanowią większość mieszkańców aglomeracji, w samym hrabstwie Dallas obserwuje się wyraźnie większy udział wyznawców innych religii. Według danych ze spisu członkostwa religijnego z 1980 roku, największe grupy pod względem deklarowanej liczby członków stanowiły: Południowa Konwencja Baptystów (607,9 tys.), Zjednoczony Kościół Metodystyczny (229,5 tys.), Kościół katolicki (217,3 tys.), Kościoły Chrystusowe (135,5 tys.) oraz Kościół Prezbiteriański USA (54,8 tys.). W 2002 roku, w artykule Christianity Today, Dallas zostało przedstawione jako „stolica ewangelikalizmu”.
W ostatnich dekadach zaobserwowano zmiany w strukturze religijnej. Kościoły protestanckie głównego nurtu oraz część historycznych kościołów ewangelikalnych doświadczyły spadku znaczenia na rzecz wzrostu liczby wyznawców innych religii (w dużej mierze związanych z migracją), osób bezwyznaniowych, a także intensywnego rozwoju bezdenominacyjnych kościołów ewangelikalnych i megakościołów. Szacuje się, że w aglomeracji Dallas–Fort Worth funkcjonuje ponad 50 megakościołów.
Według danych z 2020 roku, Kościół katolicki stał się największą pojedynczą organizacją religijną w aglomeracji, liczącą ponad 1 milion członków. Katolicka Diecezja Dallas wchodzi w skład prowincji kościelnej Archidiecezji San Antonio. Katedra Matki Bożej z Guadalupe pełni funkcję kościoła katedralnego i jest ważnym ośrodkiem życia religijnego, szczególnie dla społeczności latynoskiej. W samym hrabstwie Dallas koncentruje się około 40% katolików aglomeracji, stanowiąc 16,5% populacji hrabstwa pod względem członkostwa. Liczba parafii wzrosła do 127. W Dallas znajduje się również katolicka uczelnia wyższa – University of Dallas.

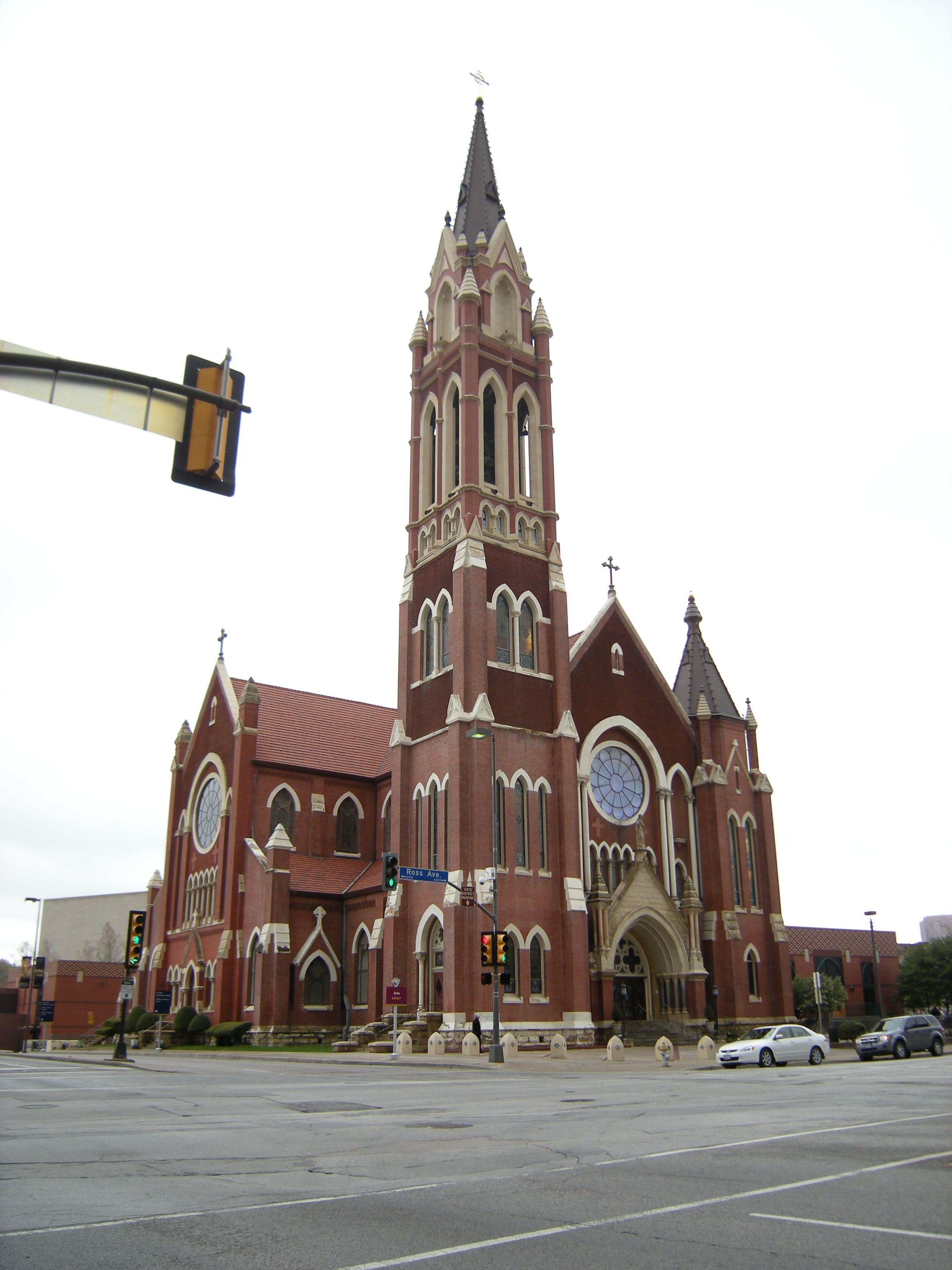
Katedra Matki Bożej z Guadalupe

Mimo wzrostu znaczenia Kościoła katolickiego jako największej pojedynczej organizacji, baptyści (w tym przede wszystkim Południowa Konwencja Baptystyczna) pozostają największym ugrupowaniem protestanckim w Dallas. W mieście ponadto działa wiele innych ugrupowań baptystycznych, w tym głównie Narodowa Misyjna Konwencja Baptystyczna Ameryki, Narodowa Konwencja Baptystyczna USA, Narodowa Konwencja Baptystyczna Ameryki i Stowarzyszenie Misjonarzy Baptystów w Ameryce. W XXI wieku znaczący przyrost odnotowały Kościoły zielonoświątkowe (w tym Zbory Boże, Kościół Boży w Chrystusie, Zjednoczony Kościół Zielonoświątkowy), Kościół Adwentystów Dnia Siódmego i Kościół Prezbiteriański w Ameryce. Protestancką mozaikę w Dallas uzupełniają kurczące się Kościół Episkopalny i  Kościół Luterański Synodu Missouri.
Inne duże religie działające w Dallas, to: islam (139,1 tys.), Kościół Jezusa Chrystusa Świętych w Dniach Ostatnich (105 tys.), judaizm (ok. 75 tys.), świadkowie Jehowy (67,8 tys.), hinduizm (35,6 tys.), buddyzm (16,8 tys.), Koptyjski Kościół Ortodoksyjny (5,8 tys.) i Etiopski Kościół Ortodoksyjny (5,6 tys.).

#### Kościół rzymskokatolicki
Siedziba diecezji Dallas.
- Parafia św. Piotra Apostoła

#### Polski Narodowy Kościół Katolicki
- Parafia Matki Bożej Fatimskiej w Dallas

#### Kościół prawosławny
- Diecezja Południa

### Biznes
W hrabstwie Dallas występuje wysoki poziom segregacji geograficznej ze względu na rasę, pochodzenie etniczne, dochody, poziom wykształcenia i zamożność.

Dallas charakteryzuje się silną kulturą biznesową i jest znaczącym ośrodkiem gospodarczym, przy czym jego krajobraz społeczno-ekonomiczny jest wyraźnie zróżnicowany według dzielnic. Zamożne obszary, gdzie koncentruje się wielu przedstawicieli klasy wyższej, obejmują północną część miasta, a także przyległe, zamknięte gminy Highland Park i University Park. Do ekskluzywnych rejonów należą również okolice jeziora White Rock oraz zamożniejsze dzielnice mieszkalne Oak Cliff. 
Kontrastuje to z obszarami Południowego Dallas, gdzie przeważają dzielnice zamieszkane głównie przez ludność afroamerykańską i latynoską, a jednocześnie odnotowuje się wyższe wskaźniki ubóstwa i bezrobocia. Miasto przyciąga nowych mieszkańców relatywnie niższymi kosztami życia w porównaniu do innych dużych metropolii w USA.
Region podmiejski Dallas posiada największą populację koni w Teksasie, a hodowla koncentruje się m.in. w Denton, Aubrey i Weatherford. Tylko w okolicach Denton znajduje się około 350 farm hodowlanych koni. Ważną rolę odgrywa również przemysł obronny, reprezentowany przez takie firmy jak Bell Textron z Fort Worth, która w 2022 roku uzyskała kontrakt z armią amerykańską na budowę nowego śmigłowca o wartości 1,3 miliarda dolarów.

### Muzyka
Dallas jest silnie związane z muzyką country, a z okolic pochodzą wybitni artyści country, jak Maren Morris, Ray Price i Charley Pride, a także jeden z najpopularniejszych żeńskich zespołów country, The Chicks. Ponadto swoją silną obecność zaznaczają muzyka blues, jazz, gospel, a ostatnio hip-hop i rock. Dallas zajęło 18. miejsce w rankingu Fifty Grande najlepszych miast z muzyką na żywo w USA. Sala balowa Longhorn Ballroom (otwarta w 1950) znana jako najbardziej historyczna sala muzyczna Teksasu, została wpisana do Krajowego Rejestru Zabytków. Szczególnie znaną ze sceny muzyki na żywo, zwłaszcza gatunków rockowych i alternatywnych, jest dzielnica Deep Ellum.
Miasto posiada także kwitnącą scenę muzyki klasycznej, której główną instytucją jest Dallas Symphony Orchestra.
Swoją karierę w Dallas rozpoczynała również artystka alternatywna St. Vincent.

### Kuchnia

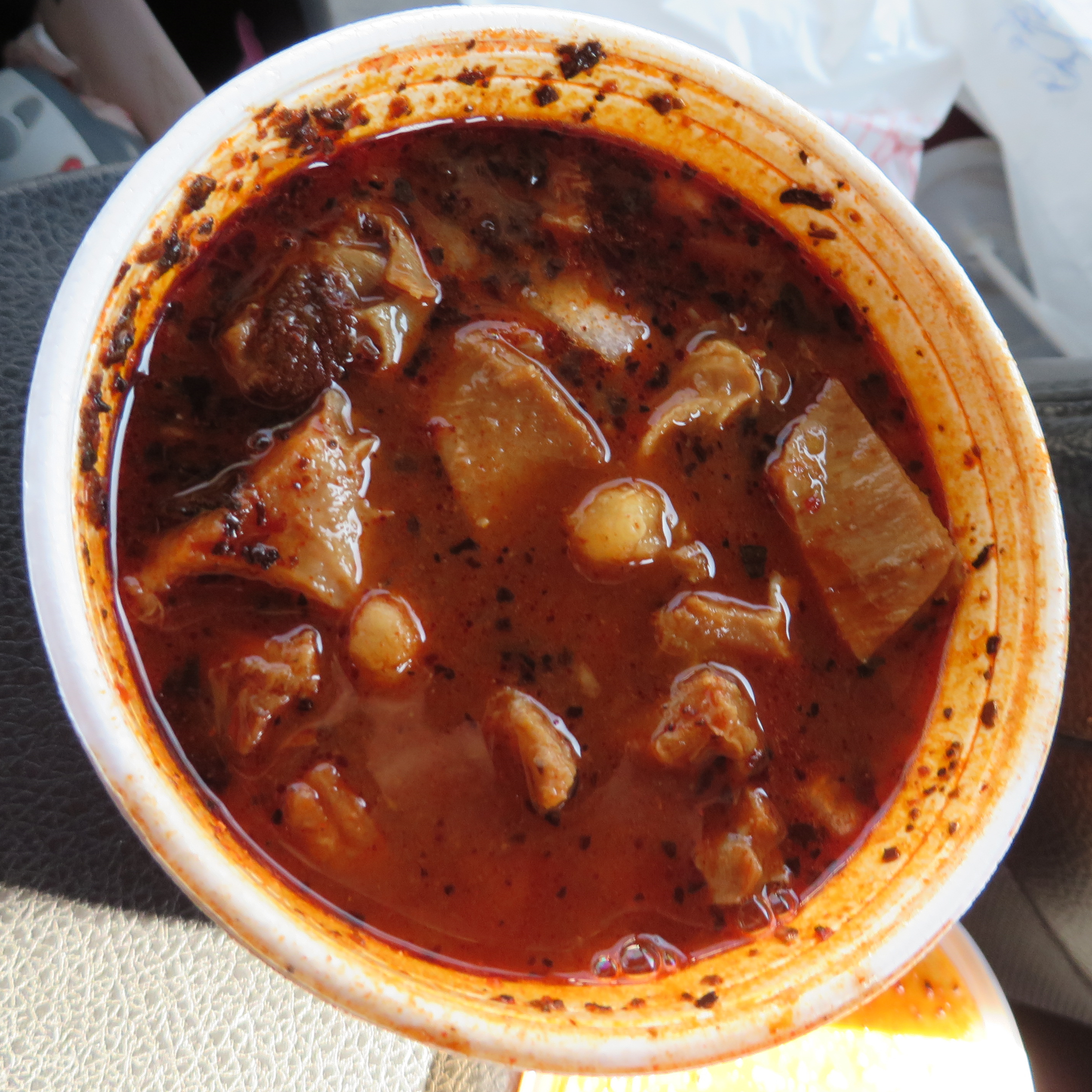
Tradycyjny gulasz z flaków wołowych, zwany menudo

Dallas słynie z grilla (zwłaszcza wołowiny wędzonej "low and slow"), kuchni Tex-Mex (unikalnego połączenia kuchni teksańskiej i meksykańskiej, z takimi daniami jak taco, enchiladas, fajita, czy nachos) oraz kwitnącej kultury food truck'ów. Dania te opierają się głównie na takich składnikach, jak wołowina, ser, papryczka chili i tortilla. Tradycyjna kuchnia południowa jest tu również obecna, oferując klasyki jak smażony stek z kurczaka, czy kremowy makaron z serem. Texas Red, gulasz wołowy na bazie chili, jest oficjalnym daniem stanu Teksas od 1977 roku.   
Dallas jest także kojarzone z mrożoną margaritą, odkąd w 1971 roku Mariano Martinez stworzył maszynkę do produkcji tych zimnych napoi. Miasto charakteryzuje się bogatą sceną międzynarodową, odzwierciedlającą jego wielokulturowość (kuchnie etiopska, koreańska, włoska, koszerna, chińska wietnamska, indyjska i inne). Dallas i okolice przyciągają duże firmy spożywcze: Ruiz Foods (Tex-Mex), która przeniosła swoją siedzibę do Frisco z Kalifornii, oraz Bonchon Chicken (koreański kurczak), która przeniosła swoją siedzibę do Dallas z Nowego Jorku. W Irving siedzibę ma producent tortilli – Mission Foods.  

### Wydarzenia
Od 1886 w Fair Park odbywają się coroczne Targi Stanowe Teksasu, które jak się szacuje generują około 50 milionów dolarów wpływu do budżetu miasta. Od 2013 roku, w kwietniu odbywają się wydarzenia artystyczne, których kulminacją jest festiwal o nazwie Dallas Arts Month. Wydarzenie obejmuje Międzynarodowy Festiwal Filmowy w Dallas i Targi Sztuki w Dallas.
Fort Worth Stock Show & Rodeo, to najstarsze nieprzerwanie odbywające się pokazy i rodeo dotyczące zwierząt hodowlanych, które odbywają się w Fort Worth od 1896 roku. Frekwencja w 2023 roku przekroczyła 1,27 mln uczestników. Oprócz rodeo, impreza obejmuje m.in. pokazy koni w Dickies Arena i Will Rogers Memorial Center.
Co roku we wrześniu odbywa się kilkudniowy Festiwal Balonów w Plano.

### Filmy
Lokalna Komisja Filmowa Dallas (Dallas Film Commission) aktywnie promuje miasto jako atrakcyjną lokację dla produkcji filmowych i telewizyjnych. Komisja współpracuje z producentami, ułatwiając uzyskiwanie pozwoleń i kontakt z lokalnymi zasobami, co w połączeniu ze stanowymi zachętami finansowymi dla twórców, czyni Dallas atrakcyjnym miejscem dla inwestycji filmowych.
Dallas to jeden z największych ośrodków filmowych w stanie Teksas. Teatr Texas (otwarty w 1931 roku), znany jako miejsce aresztowania Lee Harveya Oswalda, pozostaje historyczną i kulturalną podstawą sceny filmowej w Dallas, często wyświetlając niezależne produkcje. Inne ważne kina to Violet Crown (oferujące połączenie kina artystycznego z komfortowymi warunkami, położone w popularnej spacerowej dzielnicy), Cinépolis Victory Park (będący "hybrydą" restauracji i teatru z luksusowymi udogodnieniami) oraz liczne multipleksy należące do sieci AMC, jednej z największych sieci kin w kraju.
W mieście kręcone były między innymi: Bonnie i Clyde (1967), Silkwood (1983), RoboCop (1987), JFK (1991), Człowiek, który lubił latać (1996), serial Strażnik Teksasu (1993–2001), Kto pierwszy, ten lepszy (2002), serial Dallas (2012–2014), serial 22.11.63 (2016), serial Cruel Summer (2021) oraz serial Love is Blind (sezon 3, 2022).

## Uczelnie

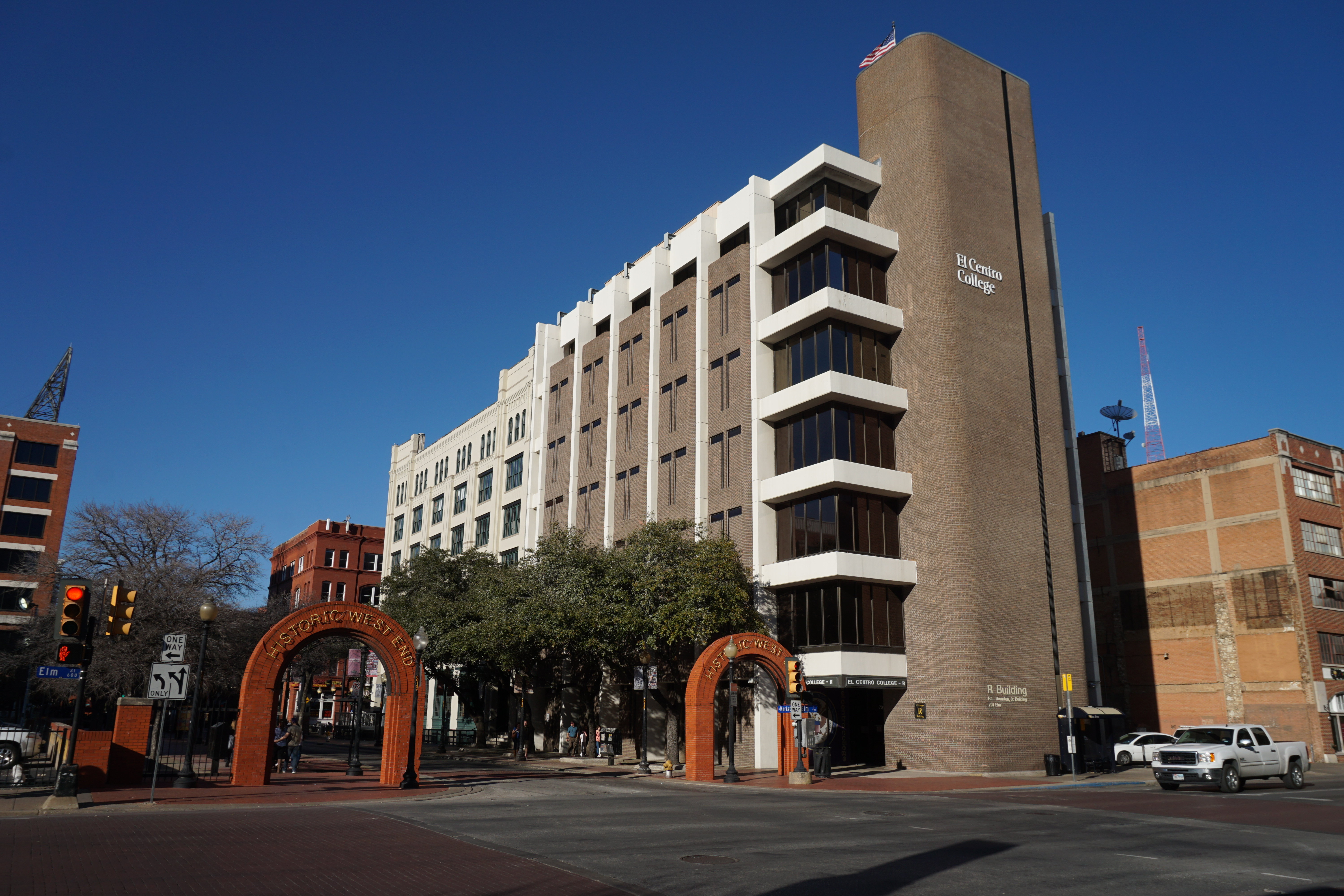
Kampus Dallas College w dzielnicy historycznej West End

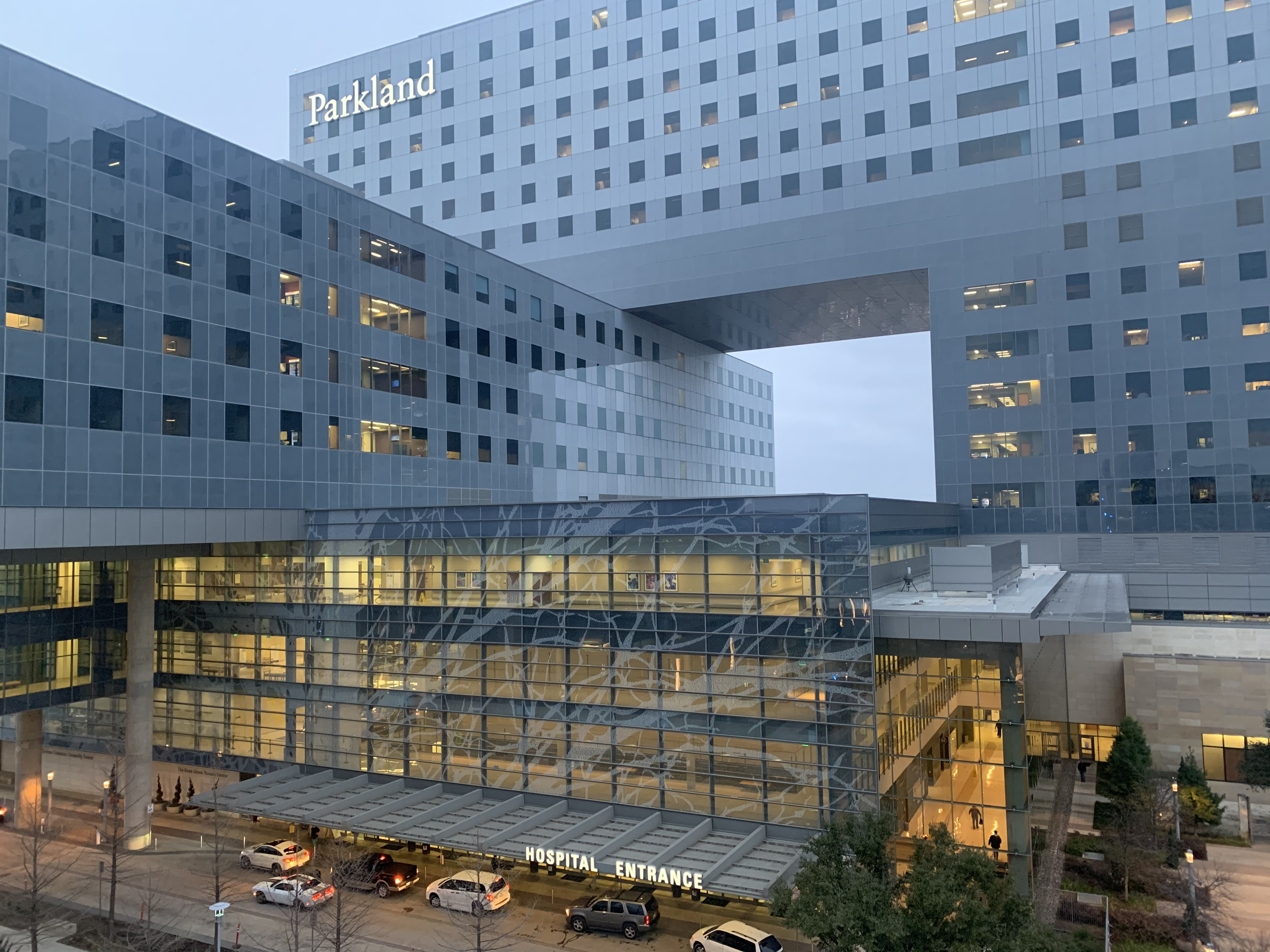
Szpital uniwersytecki Parkland Memorial Hospital

Z liczbą co najmniej 40 szkół wyższych i uniwersytetów (w tym 19 prywatnych), Dallas przoduje w Teksasie pod względem liczby instytucji szkolnictwa wyższego. Do najwyżej ocenianych uczelni przez magazyn U.S. News & World Report należą: Southern Methodist University (89. miejsce w USA), Texas Christian University (98. miejsce) i The University of Texas at Dallas (115. miejsce). Największe uniwersytety w Dallas, to: Dallas College (10 913 stopni przyznanych w 2022 r.), University of North Texas at Dallas (1137 stopni) i Dallas Baptist University (1025 stopni). Inne ważne uczelnie obejmują:
- The University of Texas at Arlington
- Uniwersytet Północnego Teksasu w Denton
- Texas Woman's University
- Texas A&M University-Commerce
- University of Dallas
- Southwestern Assemblies of God University
- Texas Wesleyan University
- Dallas Theological Seminary
- Criswell College
- Dallas International University
- University of Texas Southwestern Medical Center(inne języki)
- Parker University

## Sport

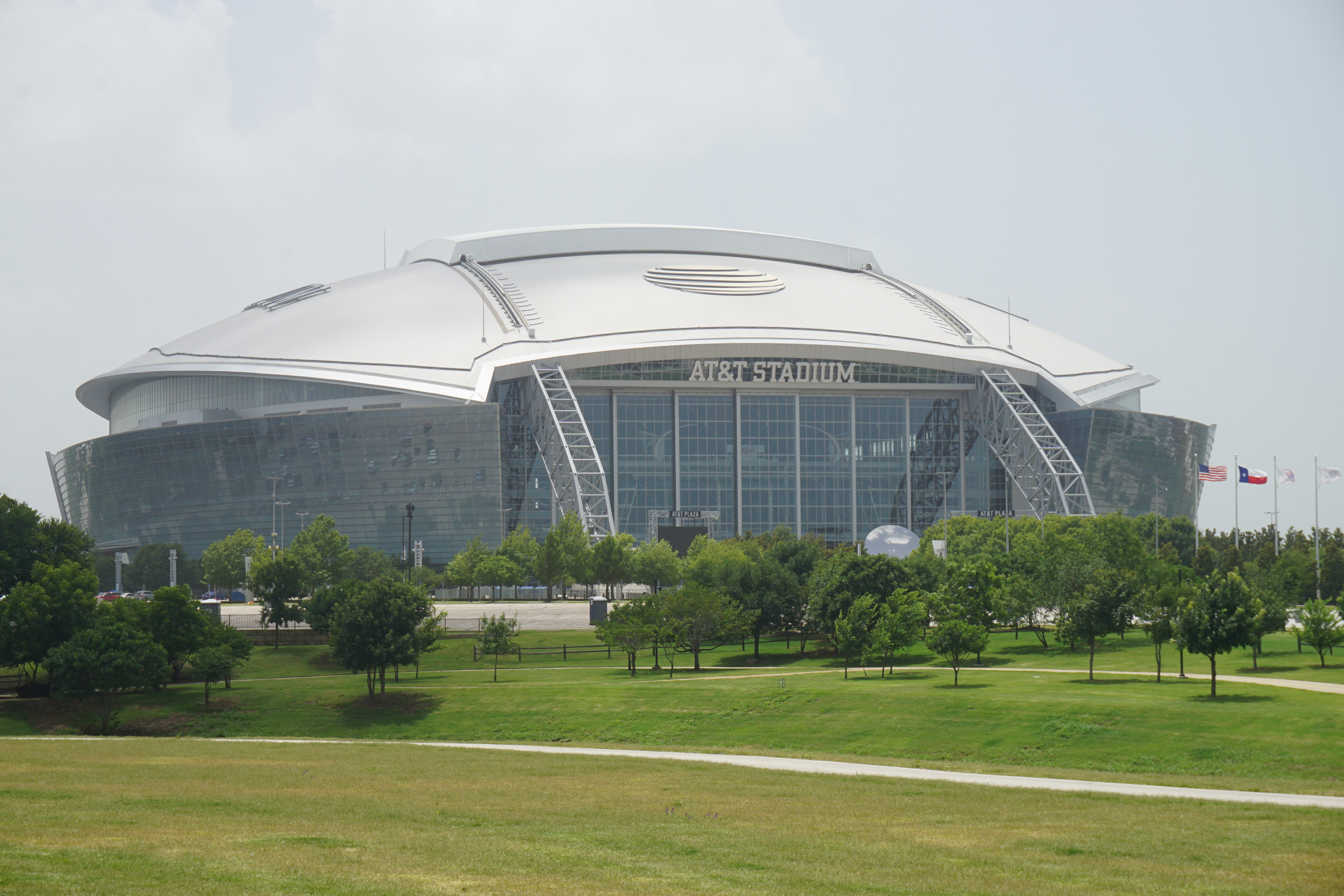
AT&T Stadium

Według badania WalletHub z 2023 roku, Dallas zajęło piąte miejsce w rankingu najlepszych miast sportowych w USA, za takimi aglomeracjami jak: Los Angeles, Boston, Pittsburgh i Nowy Jork. Dallas znalazło się na drugim miejscu listy najlepszych miast dla fanów futbolu amerykańskiego.
Drużyna Dallas Cowboys ma drugą co do wielkości liczbę zwycięstw w Super Bowl – zespół zdobył pięć Super Bowl – ostatni w 1996 roku. Dallas ma również największą liczbę zwycięstw w mistrzostwach dywizji NFC East, oraz zajmuje drugie miejsce w rankingu najlepiej radzących sobie drużyn w NFL. Według rankingów Sportico Dallas – kowboje są najdroższą drużyną sportową na świecie, a w 2024 roku wycenieni zostali na 9,2 miliarda dolarów. Porównywani są do zespołu FC Barcelona. Siedzibą drużyny jest AT&T Stadium, który pozostaje największą konstrukcją kopułową na świecie, mogącą pomieścić 80 tys. osób i z dodatkową przestrzenią stojącą. AT&T Stadium jest głównym obiektem przygotowanym na Mistrzostwa Świata w Piłce Nożnej 2026.
Drużyna Dallas Mavericks trzykrotnie wystąpiła w finałach NBA (2006, 2011, 2024). W 2011 roku wygrali serię z Miami Heat i zdobyli swoje pierwsze (i jak dotąd jedyne) mistrzostwo NBA. Koszykówkę kobiecą reprezentują Dallas Wings.
Dallas Stars grający w National Hockey League pięciokrotnie wystąpili w finale Pucharu Stanleya (1981, 1991, 1999, 2000 i 2020), oraz zdobyli jedno mistrzostwo w 1999 roku.
FC Dallas konkuruje jako członek Konferencji Zachodniej w Major League Soccer (MLS). Zespół dwukrotnie zdobył Puchar US Open (w 1997 r. i ponownie w 2016 r.).
W 2023 roku baseballiści Texas Rangers po raz pierwszy w historii zdobyli tytuł w lidze MLB, pokonując Arizona Diamondbacks.
Główne drużyny atletyczne obejmują SMU Mustangs, TCU Horned Frogs, North Texas Mean Green, UT Arlington Mavericks i Dallas Baptist Patriots.
W Dallas odbyły się mecze Mistrzostw Świata w Piłce Nożnej 1994, Super Bowl XLV (2011 r.), World Series (mistrzostwa baseballu w 2011), turnieju koszykówki mężczyzn Final Four w 2014 r., mistrzostw futbolu akademickiego (2015), oraz turnieju koszykówki kobiet (2017 i 2023).
Dallas Open to jeden z zaledwie 10 turniejów tenisa w Stanach Zjednoczonych, w ramach ATP Tour. W Grand Prairie znajduje się tor wyścigów konnych – Lone Star Park.
| Dyscyplina         | Nazwa/klub       | Stadion                  |
| ------------------ | ---------------- | ------------------------ |
| Futbol amerykański | Dallas Cowboys   | AT&T Stadium             |
| Hokej na lodzie    | Dallas Stars     | American Airlines Center |
| Koszykówka         | Dallas Mavericks | American Airlines Center |
| Baseball           | Texas Rangers    | Globe Life Field         |
| Piłka nożna        | FC Dallas        | Toyota Stadium           |

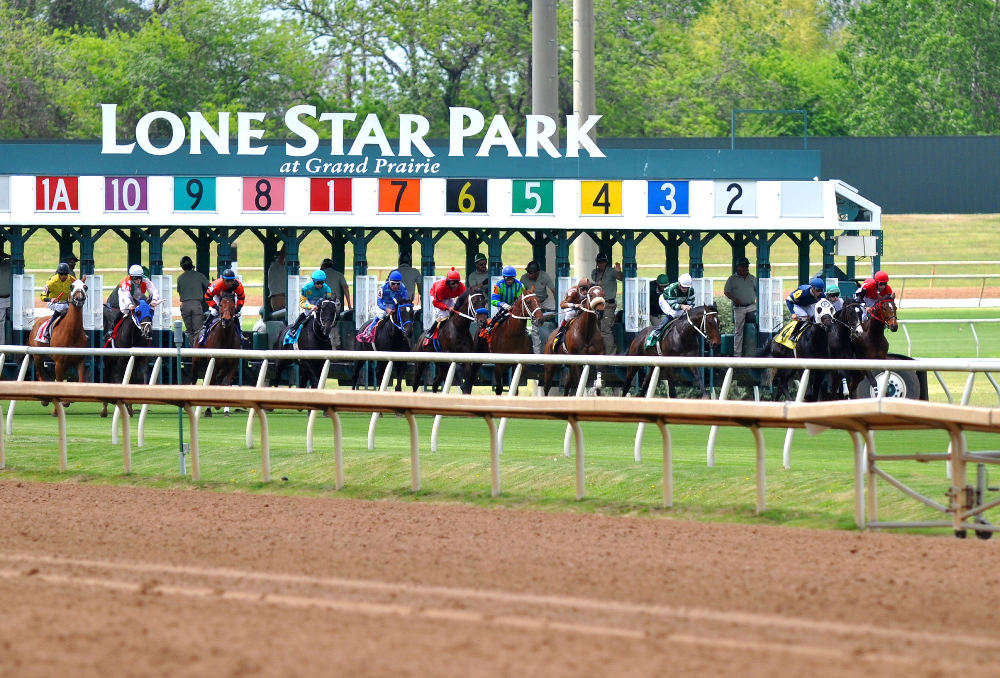
Lone Star Park

Texas Motor Speedway to tor wyścigowy w Fort Worth obsługujący wyścigi NASCAR i IndyCar, z widownią dla ponad 150 tys. osób.
Z Dallas pochodzi wielu olimpijczyków, w tym medaliści tacy jak: Michael Johnson (sprinter), Madison Kocian (gimnastyczka), Sha’Carri Richardson (sprinterka), koszykarka Ariel Atkins, oraz siatkarka Chiaka Ogbogu. W Dallas urodzili się profesjonalni golfiści Jordan Spieth i Lee Trevino.

## Transport

### Lekka kolej miejska
| Nazwa           | Zdjęcie | Data powstania | Opis, uwagi                                                                                         |
| --------------- | ------- | -------------- | --------------------------------------------------------------------------------------------------- |
| DART Light Rail |         | 1996           | Składa się z oznaczonych kolorami czterech linii: czerwonej, niebieskiej, zielonej i pomarańczowej. |

### Transport tramwajowy
| Nazwa             | Zdjęcie | Data powstania | Opis, uwagi                                                   |
| ----------------- | ------- | -------------- | ------------------------------------------------------------- |
| Tramwaje w Dallas |         | 2015           | Transport obsługiwany przez Dallas Area Rapid Transit (DART). |

### Transport lotniczy
| Zdjęcie | Nazwa                                          |
| ------- | ---------------------------------------------- |
|         | Międzynarodowy port lotniczy Dallas-Fort Worth |
|         | Port lotniczy Dallas Love Field                |
|         | Port lotniczy Dallas Executive                 |

### Transport drogowy
| Zdjęcie | Opis, uwagi |
| ------- | --- |
|         | Autostrada międzystanowa nr 20 biegnie ze wschodu na zachód. Z północnego–wschodu do miasta prowadzi autostrada I-30. Z północy na południe przebiega I-35, główna trasa z Dallas do Austin i San Antonio. I-45 biegnie na południowy wschód do Houston. US Route 75 (North Central Expressway) wjeżdża do Dallas od północy. I-635 tworzy pętlę wokół Dallas i sąsiednich miast Arlington i Fort Worth. |

## Przestępczość
W 2019 roku wskaźnik morderstw w Dallas wyniósł 14,89 na 100 000, co uplasowało je na 42. miejscu najbardziej niebezpiecznych miast w USA (powyżej 100 tys. mieszkańców). Bardziej niebezpieczne okazały się np. Detroit (41,45), Waszyngton (23,52), czy Atlanta (19,53). Jednak przedmieścia Dallas, takie jak Frisco, McKinney i Plano regularnie zajmują najwyższe miejsca w rankingach najbardziej bezpiecznych miast w USA.

## Miasta partnerskie
Współpraca międzynarodowa:
- Czechy: Brno
- Francja: Dijon
- Meksyk: Monterrey
- Łotwa: Ryga
- Rosja: Saratów
- Tajwan: Tajpej
- Hiszpania: Walencja
- Japonia: Sendai
- Chiny: Tiencin